# Vaso Fiume Grande
Il Vaso Fiume Grande (o Fiume Grande) è una roggia che attraversa i quartieri occidentali di Brescia. Presso il quartiere Don Bosco si divide in due rami che sfociano in due rami del Garza.

## Idronimo
In documenti del Duecento viene indicato in latino come magnum, da cui Grande.

## Storia
A causa della scarsa documentazione storica, non si conoscono le origini del canale, se non che avesse lo scopo di irrigare le campagne a ovest della città di Brescia e delle località Fornaci, Flero e Poncarale.
La tradizione vorrebbe che il canale sia stato scavato per iniziativa del vescovo Berardo Maggi, nel Trecento.

## Percorso del canale

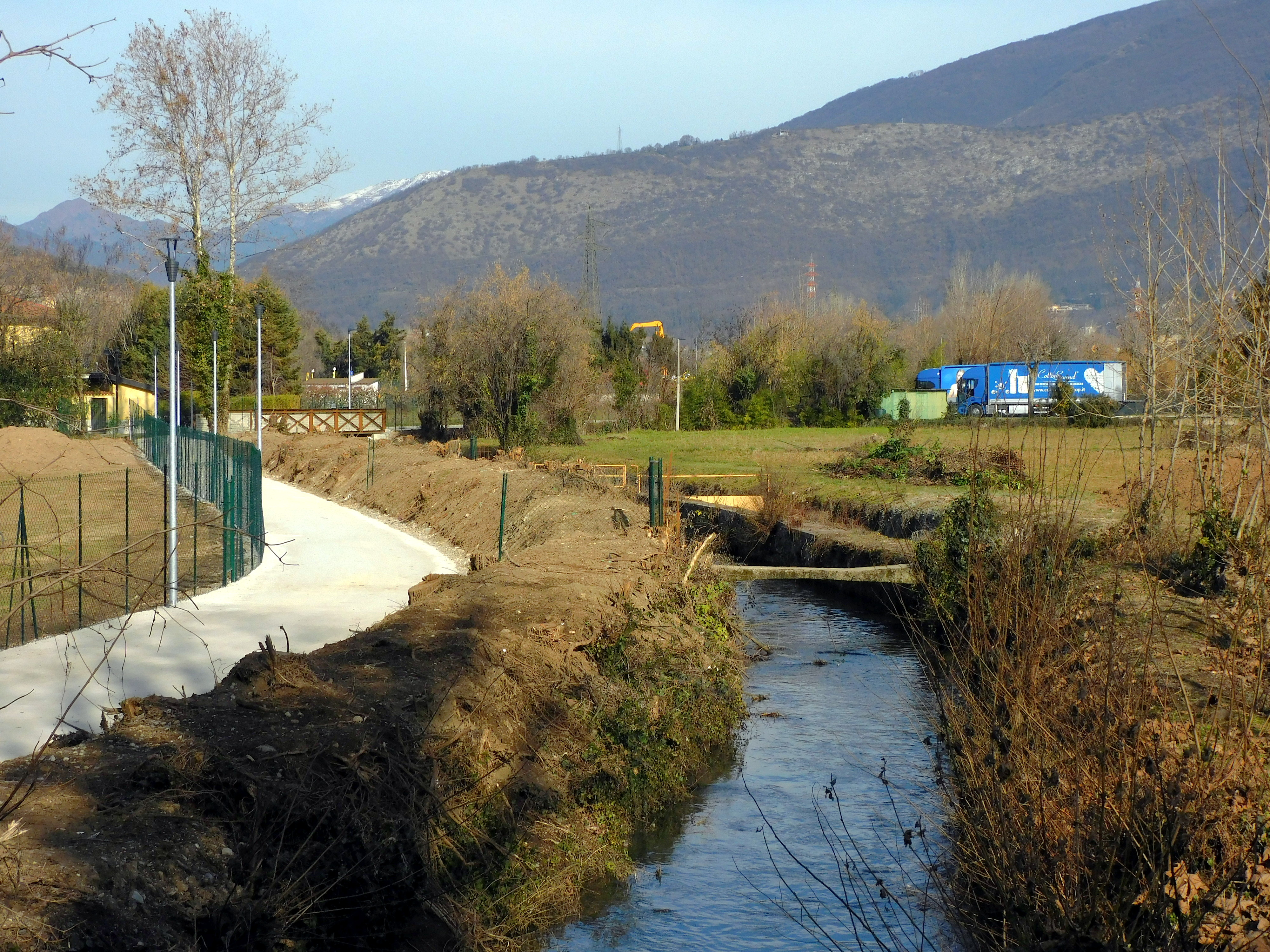
Il fiume Grande Superiore dopo il partitore del Bova

In origine, le sue acque derivano dal fiume Mella a nord di Brescia, in località Stocchetta. A seguito della realizzazione del progetto dell'ingegner Luigi Gadola di razionalizzare il prelievo delle acque dal Mella, il Fiume Grande preleva le sue acque direttamente dalla Roggia Cobiada in centro a Collebeato per poi sottopassare con un sifone il Mella stesso all'altezza dell'antico partitore del Bova. Qualche centinaio di metri a sud del sottopasso, avviene la prima ripartizione con le acque del fiume Bova derivate verso est, mentre quelle del Fiume Grande proseguono verso ovest: il canale prende il nome di vaso Fiume Grande Superiore. Presso San Bartolomeo, avviene una seconda ripartizione: le acque della roggia Fiumicella sono deviate verso destra, mentre il Fiume Grande Superiore prosegue in direzione sud, attraversando la località Gabiane.
Sempre in direzione meridionale, il canale attraversa via Oberdan e via Franchi. Presso il quartiere Sant'Eustacchio, affianca via Fiume, che prende il nome dal canale stesso, quindi attraversa via Volturno, via Milano e la ferrovia Milano-Venezia. A sud del quartiere Don Bosco, il fiume Grande Superiore si divide in due ulteriori rami facenti parte del complesso del fiume Grande Inferiore: il Vaso Fiume delle Fornaci e il Vaso Fiume di Flero.
Il primo si immette nella Garzetta delle Fornaci nel territorio comunale di Capriano del Colle, mentre il secondo, dopo aver attraversato i centri abitati di Flero e Poncarale, si immette sul Garza/Molone a sud di quest'ultimo comune.